# Albert Neapolsko-Sicilský
Princ Albert Neapolsko-Sicilský (italsky: Alberto Lodovico Maria Filipo Gaetano; 2. května 1792, Neapol – 25. prosince 1798) byl neapolský a sicilský princ jako nejmladší syn krále Ferdinanda I. Neapolsko-Sicilského a jeho manželky Marie Karolíny Rakouské. Zemřel ve věku šesti let poblíž Palerma na Sicílii během bouře na palubě HMS Vanguard, válečné lodi britského královského námořnictva, když jeho rodina utíkala, pod péčí admirála lorda Nelsona, před napoleonskými jednotkami blížícími se k Neapoli. 

## Původ
Albert byl členem neapolské větve rodu Bourbonských a rodem neapolský a sicilský princ. Alberto Lodovico Maria Filipo Gaetano se narodil v Neapoli jako šestnácté dítě a sedmý syn krále Ferdinanda VI. Neapolského a jeho manželky Marie Karolíny Rakouské, dcery císařovny Marie Terezie, a tedy sestry Marie Antoinetty. Od narození byl třetí v linii následnictví neapolského trůnu po svých bratrech princi Františkovi, vévodovi z Kalábrie (později král František I. Neapolsko-Sicilský) a princi Leopoldovi, knížeti ze Salerna, další bratr, princ Karel, vévoda z Kalábrie, zemřel v roce 1778 na neštovice.
Mezi jeho starší sestry patřila Marie Tereza Neapolská a Sicilská (budoucí císařovna Svaté říše římské), princezna Luisa Neapolská a Sicilská (toskánská velkovévodkyně), princezna Marie Kristýna Neapolská (sardinská královna), manželka budoucího krále Karla Felixe Sardinského; dvojče Marie Kristýny, princezna Marie Kristýna Amálie, zemřela v roce 1783 na neštovice. Další sestra byla královnou Francouzů a poslední přeživší dcera páru byla budoucí asturskou kněžnou.
Mezi jeho bratrance patřil parmský vévoda, toskánský velkovévoda, císař Svaté říše římské, portugalská královna, španělský král a kalábrijská vévodkyně, první manželka jeho bratra Františka.

### Smrt

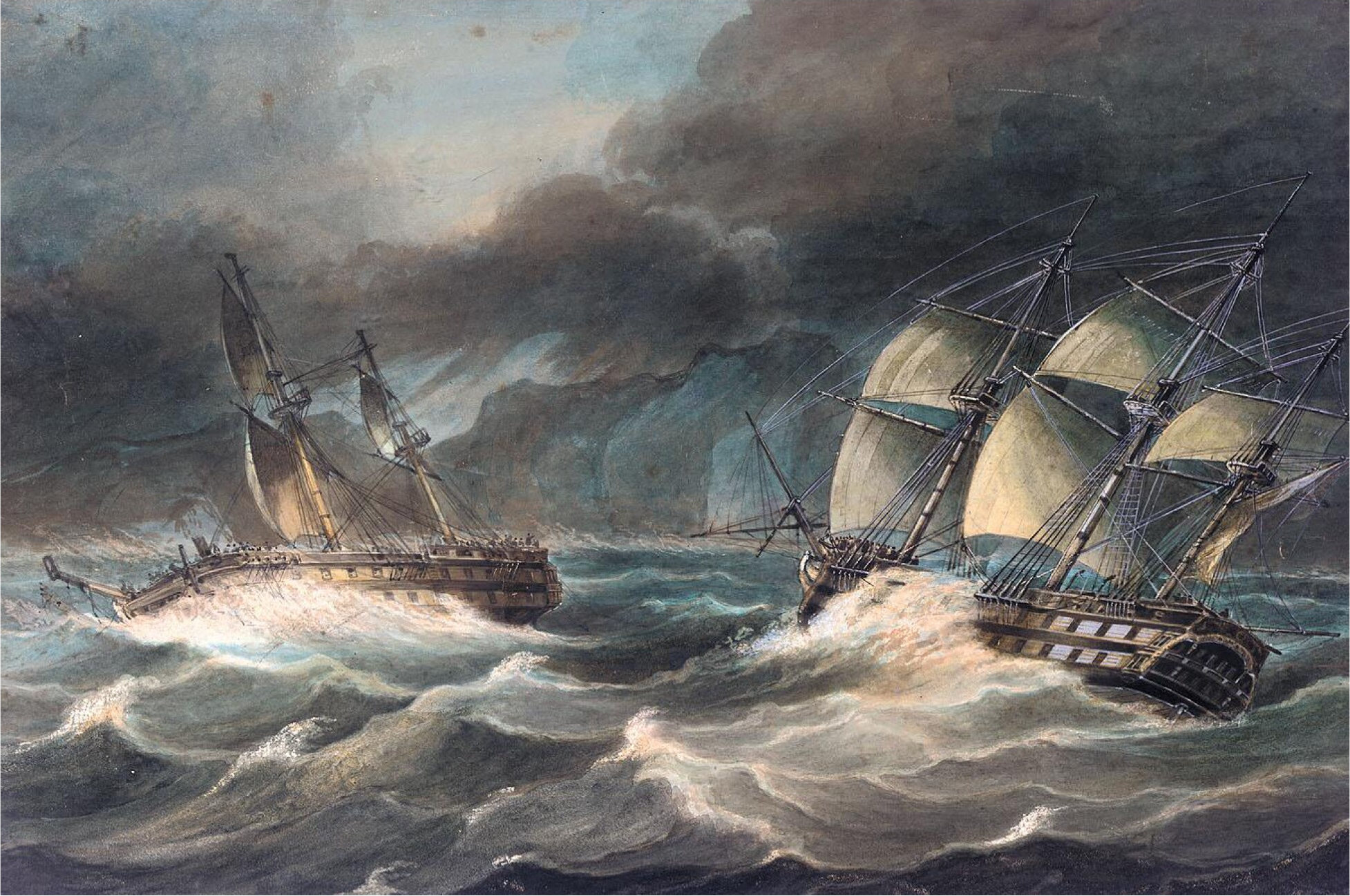
Bouře 12. května 1798 u Toulonu znázorňující vlevo: Vanguard; vpravo: Alexander

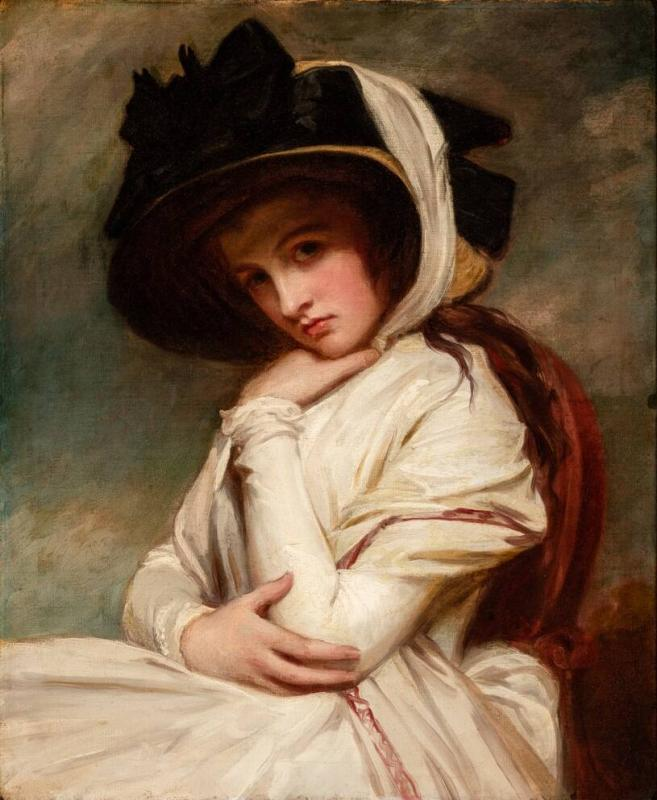
Lady Hamiltonová, Nelsonova milenka, v jejíž náručí zemřel 6letý princ Alberto na palubě Vanguardu, který se v bouři blížil k Palermu

Neapolský dvůr se k vypuknutí Velké francouzské revoluce v roce 1789 nestavěl nepřátelsky. Když však byla francouzská monarchie zrušena a Marie Antoinetta a Ludvík XVI. (Albertova teta a strýc) byli popraveni, přidali se jeho rodiče v roce 1793, rok po Albertově narození, k první koalici proti Francii.
Ačkoli v roce 1796 byl s Francií uzavřen mír, už v roce 1798 se konflikt rozhořel nanovo. Bylo rozhodnuto, že král a královská rodina by měla uprchnout do Sicilského království, do jeho druhotného hlavního města Palerma, přičemž své primární hlavní město zanechal v anarchii. Během chladné a bouřlivé noci 21. prosince 1798 královská rodina včetně 6letého prince Alberta, v osobním doprovodu admirála Nelsona, opustila královský palác v Neapoli a dlouhým podzemním tunelem se dostala na přistávací plochu Vittoria, kde v silném vlnobití Neapolského zálivu čekala britská bárka. Přeplavila je na vlajkovou loď britského královského námořnictva HMS Vanguard čekající na moři mimo dosah dělostřelby a chráněna dvěma neapolskými válečnými loděmi, třemi britskými transportéry a portugalskou eskadrou. Vanguard byl přeplněný mnoha dalšími neapolskými a britskými uprchlíky. Teprve o dva dny později, 23. prosince v 19 hodin, vyplul Vanguard do Palerma. Dne 24. prosince Nelsonovými vlastními slovy „foukalo silněji, než jsem kdy na moři zažil“. Vrchní plachty Vanguardu byly roztrhány na kusy a „v dámských pokojích si vévodkyně z Castelcicaly pořezala hlavu o příborník admirála Nelsona a malý princ Alberto upadl do křečí“.
Právě na palubě lodi Vanguard zemřel Albert na 1. svátek vánoční ve věku 6 let vyčerpáním. Byl pohřben v Palermu brzy poté, co tam rodina dorazila. Zemřel ve stejný den jako jeho sestřenice Marie Amálie Rakouská.

## Vývod z předků
Zdroj:
|                             |                                             |  |                    |                                          |  |  |  |  |  |  |  | Ludvík Francouzský |
|                             |                                             |  |                    |                                          |  |  |  |  |  |  |  |                    |
|                             | Filip V. Španělský                          |  |                    |                                          |  |  |  |  |  |  |  |                    |
|                             |                                             |  |                    |                                          |  |  |  |  |  |  |  |                    |
|                             |                                             |  |                    | Marie Anna Bavorská                      |  |  |  |  |  |  |  |                    |
|                             |                                             |  |                    |                                          |  |  |  |  |  |  |  |                    |
|                             | Karel III. Španělský                        |  |                    |                                          |  |  |  |  |  |  |  |                    |
|                             |                                             |  |                    |                                          |  |  |  |  |  |  |  |                    |
|                             |                                             |  |                    | Eduard Parmský                           |  |  |  |  |  |  |  |                    |
|                             |                                             |  |                    |                                          |  |  |  |  |  |  |  |                    |
|                             | Alžběta Farnese                             |  |                    |                                          |  |  |  |  |  |  |  |                    |
|                             |                                             |  |                    |                                          |  |  |  |  |  |  |  |                    |
|                             |                                             |  |                    | Dorotea Žofie Falcko-Neuburská           |  |  |  |  |  |  |  |                    |
|                             |                                             |  |                    |                                          |  |  |  |  |  |  |  |                    |
|                             | Ferdinand I. Neapolsko-Sicilský             |  |                    |                                          |  |  |  |  |  |  |  |                    |
|                             |                                             |  |                    |                                          |  |  |  |  |  |  |  |                    |
|                             |                                             |  |                    | August II. Silný                         |  |  |  |  |  |  |  |                    |
|                             |                                             |  |                    |                                          |  |  |  |  |  |  |  |                    |
|                             | August III. Polský                          |  |                    |                                          |  |  |  |  |  |  |  |                    |
|                             |                                             |  |                    |                                          |  |  |  |  |  |  |  |                    |
|                             |                                             |  |                    | Kristýna Eberhardýna z Hohenzollernu     |  |  |  |  |  |  |  |                    |
|                             |                                             |  |                    |                                          |  |  |  |  |  |  |  |                    |
|                             | Marie Amálie Saská                          |  |                    |                                          |  |  |  |  |  |  |  |                    |
|                             |                                             |  |                    |                                          |  |  |  |  |  |  |  |                    |
|                             |                                             |  |                    | Josef I. Habsburský                      |  |  |  |  |  |  |  |                    |
|                             |                                             |  |                    |                                          |  |  |  |  |  |  |  |                    |
|                             | Marie Josefa Habsburská                     |  |                    |                                          |  |  |  |  |  |  |  |                    |
|                             |                                             |  |                    |                                          |  |  |  |  |  |  |  |                    |
|                             |                                             |  |                    | Amálie Vilemína Brunšvicko-Lüneburská    |  |  |  |  |  |  |  |                    |
|                             |                                             |  |                    |                                          |  |  |  |  |  |  |  |                    |
| Albert Neapolský a Sicilský |                                             |  |                    |                                          |  |  |  |  |  |  |  |                    |
|                             |                                             |  |                    |                                          |  |  |  |  |  |  |  |                    |
|                             |                                             |  | Karel V. Lotrinský |                                          |  |  |  |  |  |  |  |                    |
|                             |                                             |  |                    |                                          |  |  |  |  |  |  |  |                    |
|                             | Leopold Josef Lotrinský                     |  |                    |                                          |  |  |  |  |  |  |  |                    |
|                             |                                             |  |                    |                                          |  |  |  |  |  |  |  |                    |
|                             |                                             |  |                    | Eleonora Marie Josefa Habsburská         |  |  |  |  |  |  |  |                    |
|                             |                                             |  |                    |                                          |  |  |  |  |  |  |  |                    |
|                             | František I. Štěpán Lotrinský               |  |                    |                                          |  |  |  |  |  |  |  |                    |
|                             |                                             |  |                    |                                          |  |  |  |  |  |  |  |                    |
|                             |                                             |  |                    | Filip I. Orleánský                       |  |  |  |  |  |  |  |                    |
|                             |                                             |  |                    |                                          |  |  |  |  |  |  |  |                    |
|                             | Alžběta Charlotta Orleánská                 |  |                    |                                          |  |  |  |  |  |  |  |                    |
|                             |                                             |  |                    |                                          |  |  |  |  |  |  |  |                    |
|                             |                                             |  |                    | Alžběta Šarlota Falcká                   |  |  |  |  |  |  |  |                    |
|                             |                                             |  |                    |                                          |  |  |  |  |  |  |  |                    |
|                             | Marie Karolína Rakouská                     |  |                    |                                          |  |  |  |  |  |  |  |                    |
|                             |                                             |  |                    |                                          |  |  |  |  |  |  |  |                    |
|                             |                                             |  |                    | Leopold I. Habsburský                    |  |  |  |  |  |  |  |                    |
|                             |                                             |  |                    |                                          |  |  |  |  |  |  |  |                    |
|                             | Karel VI.                                   |  |                    |                                          |  |  |  |  |  |  |  |                    |
|                             |                                             |  |                    |                                          |  |  |  |  |  |  |  |                    |
|                             |                                             |  |                    | Eleonora Magdalena Falcko-Neuburská      |  |  |  |  |  |  |  |                    |
|                             |                                             |  |                    |                                          |  |  |  |  |  |  |  |                    |
|                             | Marie Terezie Habsburská                    |  |                    |                                          |  |  |  |  |  |  |  |                    |
|                             |                                             |  |                    |                                          |  |  |  |  |  |  |  |                    |
|                             |                                             |  |                    | Ludvík Rudolf Brunšvicko-Wolfenbüttelský |  |  |  |  |  |  |  |                    |
|                             |                                             |  |                    |                                          |  |  |  |  |  |  |  |                    |
|                             | Alžběta Kristýna Brunšvicko-Wolfenbüttelská |  |                    |                                          |  |  |  |  |  |  |  |                    |
|                             |                                             |  |                    |                                          |  |  |  |  |  |  |  |                    |
|                             |                                             |  |                    | Kristýna Luisa Öttingenská               |  |  |  |  |  |  |  |                    |
|                             |                                             |  |                    |                                          |  |  |  |  |  |  |  |                    |